# 立陶宛國家廣播電視台立陶宛頻道
立陶宛國家廣播電視台立陶宛頻道（立陶宛語：LRT Lituanica）是立陶宛國家廣播電視台一條於2007年開播的電視頻道，主要播放該台各類自製電視節目。這條頻道使用 Astra 4A 衛星向歐洲廣播，並使用 Galaxy 19 衛星向北美洲播送節目。